# 粒毛盘菌纲
粒毛盘菌纲只有一纲、一目、一科、一属，也称无丝盘菌纲，是属于外囊菌亚门的真菌，是外囊菌亚门中唯一一类有子囊果的品种，子囊果有7厘米长，呈黄色、橘黄或淡黄色。
粒毛盘菌属各品种生长在亚洲、北美洲、欧洲北部和阿根廷，都是寄生品种，一般生长在森林中，寄生在树木上，其中N. vitellina生长在树木的根部，但尚不清楚这些真菌的营养来源究竟是吸收宿主，还是腐生甚至是和宿主共生的，据说这些真菌可以食用。 
从起源上还没有发现粒毛盘菌属与任何其他菌类有比较密切的亲缘关系，只是和子囊菌门有不确定的关系，很明显子囊菌门是从粒毛盘菌属类进化而来的，所以粒毛盘菌属也被称为“活化石”。

## 下属物种
本属包括以下物种：
- Neolecta flavovirescens
- 畸果无丝盘菌 Neolecta irregularis
- 蛋黄无丝盘菌 Neolecta vitellina (=N. aurantiaca)